# Wybory parlamentarne w Danii w 1975 roku
Wybory parlamentarne w Danii w 1975 roku zostały przeprowadzone 1 września 1975. Wybory wygrała lewicowa partia Socialdemokraterne, zdobywając 29,9% głosów, co dało partii 53 mandaty w 179 osobowym Folketingu. Frekwencja wynosiła 88,2%.
| Partia                       | % głosów | liczba mandatów |
| ---------------------------- | -------- | --------------- |
| Socialdemokraterne           | 29,9%    | 53              |
| Venstre                      | 23,3%    | 42              |
| Partia Postępu               | 13,6%    | 24              |
| Det Radikale Venstre         | 7,1%     | 13              |
| Konserwatywna Partia Ludowa  | 5,5%     | 9               |
| Chrześcijańscy Demokraci     | 5,3%     | 9               |
| Socjalistyczna Partia Ludowa | 5%       | 9               |
| Komunistyczna Partia Danii   | 4,2%     | 7               |
| Centro-Demokraci             | 2,2%     | 4               |
| Lewicowi Socjaliści          | 2,1%     | 4               |
| Partia Sprawiedliwości       | 1,8%     | -               |